# The Hunger Games: Mockingjay, Part 1 – Original Motion Picture Soundtrack
The Hunger Games: Mockingjay, Part 1 – Original Motion Picture Soundtrack là album nhạc phim chính thức cho bộ phim khoa học viễn tưởng và phiêu lưu Mỹ năm 2014 The Hunger Games: Mockingjay – Part 1 được thực hiện bởi Lorde. Bộ phim này là tác phẩm điện ảnh chuyển thể từ cuốn tiểu thuyết năm 2010 của nữ nhà văn Suzanne Collins và là bộ phim thứ ba trong loạt phim The Hunger Games.

## Bối cảnh
Ngày 31 tháng 7 năm 2014, Lorde được thông báo là sẽ thu âm một bài hát cho album nhạc phim của bộ phim và đồng thời thực hiện toàn bộ album này.
Danh sách bài hát chính thức của album được tiết lộ vào ngày 21 tháng 10 năm 2014. Thông tin về bài hát thứ năm trong danh sách được xác nhận vào ngày 3 tháng 11 năm 2014.
Là một người thực hiện album, Lorde mời Grace Jones, Simon Le Bon từ ban nhạc Duran Duran, Diplo, Miguel, The Chemical Brothers, Charli XCX, Stromae, Major Lazer và Ariana Grande tham gia đóng góp cho danh sách bài hát chính thức. Trong một cuộc phỏng vấn với Billboard, cô tiết lộ rằng "thần tượng" của cô, Kanye West, đã thực hiện một bản phối khí cho đĩa đơn đầu tiên của album, "Yellow Flicker Beat", và bản phối này cũng nằm trong danh sách bài hát.
Vào ngày 3 tháng 12 năm 2014, album nhạc phim được tái phát hành kỹ thuật số với sự xuất hiện của "The Hanging Tree" của James Newton Howard hợp tác với Jennifer Lawrence làm bài hát thứ mười lăm của album. Bài hát này ban đầu vốn nằm trong album nhạc nền của bộ phim.
"Yellow Flicker Beat" và "The Hanging Tree" hai bài hát duy nhất nằm trong album được sử dụng trong The Hunger Games: Mockingjay – Part 1.

## Phát hành và quảng bá
Album được phát hành trên iTunes của Úc và New Zealand vào ngày 14 tháng 11 và trên toàn thế giới bởi Republic Records vào ngày 17 tháng 11 năm 2014.
Vào ngày 21 tháng 10 năm 2014, danh sách bài hát nhạc phim The Hunger Games: Mockingjay – Part 1 được tiết lộ. Trong đó có một bài hát bí ẩn không cõ tên được đề tựa là "Track 5" và được thu âm bởi "Nhiều nghệ sĩ". Tuy nhiên, bài hát này không phải là một bí mật do nhanh chóng sau đó Lorde đã giải thích trên Twitter: "bài hát chưa được đặt tên không phải là vì một mục đích che giấu gì cả - chỉ là nó chưa được hoàn thành xong thôi."

## Đĩa đơn
Vào ngày 22 tháng 9 năm 2014, Lorde đăng tải bức ảnh bìa đĩa đơn "Yellow Flicker Beat", phát hành vào ngày 29 tháng 9 năm 2014. Đĩa đơn đạt vị trí thứ 34 trên bảng xếp hạng US Billboard Hot 100 và lọt vào các bảng xếp hạng âm nhạc của nhiều quốc gia, bao gồm Úc, Canada và New Zealand. Bài hát đã nhận được một đề cử cho Ca khúc trong phim hay nhất tại Giải Quả cầu vàng lần thứ 72.
Sau sự thành công của "The Hanging Tree", được biên soạn bởi James Newton Howard cùng với sự góp giọng của Jennifer Lawrence, là một phần của phần nhạc nền cho bộ phim, album nhạc phim được tái phát hành kỹ thuật số với "The Hanging Tree" là bài hát thứ mười lăm trong danh sách bài hát. Sáu ngày sau, "The Hanging Tree" được chọn làm đĩa đơn thứ hai từ album. Trước khi được phát hành làm một đĩa đơn, "The Hanging Tree" ra mắt tại vị trí thứ 12 trên bảng xếp hạng US Billboard Hot 100 vào tuần lễ kết thúc ngày 13 tháng 12 năm 2014, nhanh chóng trở thành bài hát có thứ hạng cao nhất từ tất cả các album nhạc phim của loạt phim The Hunger Games trên bảng xếp hạng này. Bài hát được tiêu thụ 200,000 phiên bản nhạc số trong tuần đó. Bài hát có thứ hạng cao nhất trong bộ ba phim The Hunger Games trước đó trên bảng Hot 100 là "Eyes Open" của Taylor Swift từ bộ phim năm 2012 The Hunger Games, với vị trí cao nhất là 19.

### Đĩa đơn quảng bá
Tổng cộng ba đĩa đơn quảng bá đã được phát hành. Đĩa đơn đầu tiên là "This Is Not a Game" của The Chemical Brothers hợp tác với Miguel, trong khi đó đĩa đơn quảng bá thứ hai là "Dead Air" của CHVRCHES. "Flicker (Kanye West Rework)", đĩa đơn quảng bá thứ ba từ album, được phát hành vào ngày 11 tháng 11 năm 2014. Bài hát "Lucifer" của XOV ban đầu được chọn làm một đĩa đơn quảng bá của album, nhưng sau đó nó lại bị cho rằng là quá "tối tăm" nên cuối cùng bài hát này lại không được xuất hiện trong phần nhạc phim. "Lucifer" sau đó được thay thế bởi "Animal".

## Danh sách bài hát
| Phiên bản Standard | Phiên bản Standard                | Phiên bản Standard | Phiên bản Standard                                | Phiên bản Standard |
| STT                | Nhan đề                           | Sáng tác | Nghệ sĩ                                           | Thời lượng         |
| ------------------ | --------------------------------- | --- | ------------------------------------------------- | ------------------ |
| 1.                 | "Meltdown"                        | Paul Van Haver Ella Yelich-O'Connor Joel Little Kamaal Ibn John Fareed Terrence Thornton Alana Haim Este Haim Danielle Haim | Stromae hợp tác với Lorde, Pusha T, Q-Tip và HAIM | 4:01               |
| 2.                 | "Dead Air"                        | CHVRCHES | CHVRCHES                                          | 3:14               |
| 3.                 | "Scream My Name"                  | Tove Lo | Tove Lo                                           | 3:34               |
| 4.                 | "Kingdom"                         | Charlotte Aitchison Rostam Batmanglij Simon Le Bon Holly Hardy                                                              | Charli XCX hợp tác với Simon Le Bon               | 4:04               |
| 5.                 | "All My Love"                     | Thomas Wesley Pentz Ella Yelich-O'Connor Karen Marie Ørsted Philip Meckseper Boaz de Jong Ariana Grande                     | Major Lazer hợp tác với Ariana Grande             | 3:32               |
| 6.                 | "Lost Souls"                      | Raury | Raury                                             | 2:53               |
| 7.                 | "Yellow Flicker Beat"             | Ella Yelich-O'Connor Joel Little                                                                                            | Lorde                                             | 3:54               |
| 8.                 | "The Leap"                        | Tinashe Kachingwe Andrew Aged Daniel Aged                                                                                   | Tinashe                                           | 4:06               |
| 9.                 | "Plan the Escape" (Son Lux cover) | Ryan Lott | Bat for Lashes                                    | 2:30               |
| 10.                | "Original Beast"                  | Grace Jones Ivor Guest, 4th Viscount Wimborne                                                                               | Grace Jones                                       | 4:21               |
| 11.                | "Flicker (Kanye West Rework)"     | Ella Yelich-O'Connor Joel Little Kanye West Mike Dean Noah Goldstein                                                        | Lorde                                             | 4:12               |
| 12.                | "Animal"                          | XOV Jonas Saeed Pia Sjöberg                                                                                                 | XOV                                               | 3:18               |
| 13.                | "This Is Not a Game"              | Tom Rowlands Miguel Pimentel Ella Yelich-O'Connor                                                                           | The Chemical Brothers hợp tác với Miguel          | 3:14               |
| 14.                | "Ladder Song" (Bright Eyes cover) | Conor Oberst | Lorde                                             | 3:14               |

| Phiên bản Extended (nhạc số) | Phiên bản Extended (nhạc số) | Phiên bản Extended (nhạc số)                                        | Phiên bản Extended (nhạc số)                      | Phiên bản Extended (nhạc số) |
| STT                          | Nhan đề                      | Sáng tác                                                            | Artist                                            | Thời lượng                   |
| ---------------------------- | ---------------------------- | ------------------------------------------------------------------- | ------------------------------------------------- | ---------------------------- |
| 15.                          | "The Hanging Tree"           | James Newton Howard Suzanne Collins Jeremiah Fraites Wesley Schultz | James Newton Howard hợp tác với Jennifer Lawrence | 3:38                         |

## Xếp hạng
| Bảng xếp hạng (2014)                  | Vị trí cao nhất |
| ------------------------------------- | --------------- |
| Album Úc (ARIA)                       | 36              |
| Album Áo (Ö3 Austria)                 | 60              |
| Album Bỉ (Ultratop Vlaanderen)        | 58              |
| Album Bỉ (Ultratop Wallonie)          | 54              |
| Album Canada (Billboard)              | 22              |
| Album Đức (Offizielle Top 100)        | 73              |
| Album Hàn Quốc Quốc tế (Circle)       | 19              |
| Album New Zealand (RMNZ)              | 9               |
| Album Na Uy (VG-lista)                | 30              |
| Album Thụy Sĩ (Schweizer Hitparade)   | 64              |
| US Billboard 200                      | 18              |
| US Top Alternative Albums (Billboard) | 3               |
| US Soundtrack Albums (Billboard)      | 3               |

## Lịch sử phát hành
| Quốc gia | Ngày                 | Phiên bản          | Định dạng             | Hãng đĩa         | Mã số       |
| -------- | -------------------- | ------------------ | --------------------- | ---------------- | ----------- |
| châu Âu  | 17 tháng 11 năm 2014 | Phiên bản Standard | CD tải nhạc số [ 18 ] | Republic Records | 470806-4    |
| Mỹ       | 17 tháng 11 năm 2014 | Phiên bản Standard | CD tải nhạc số [ 18 ] | Republic Records | B0022224-02 |
| Canada   | 3 tháng 12 năm 2014  | Phiên bản Extended | Tải nhạc số           | Republic Records | không có    |
| Mỹ       | 3 tháng 12 năm 2014  | Phiên bản Extended | Tải nhạc số           | Republic Records | không có    |
| Mexico   | 3 tháng 12 năm 2014  | Phiên bản Extended | Tải nhạc số           | Republic Records | không có    |